# ديلارا بويوكبايراكتار
ديلارا بويوكبايراكتار هي ممثلة تركية ولدت في 23 أكتوبر 1989،أشتهرت بدورها في مسلسل تل الرحمة.